# پادشاه هتل
پادشاه هتل (انگلیسی: Hotel King؛ کره‌ای: 호텔킹) یک مجموعه تلویزیونی کره جنوبی سال ۲۰۱۴ با بازی لی دونگ ووک، لی دا هائه، ایم سولونگ، وانگ جی-هه، لی دئوک-هوا و کیم هائه-سوک است. این مجموعه از ۵ آوریل تا ۲۷ ژوئیه ۲۰۱۴، شنبه و یکشنبه‌ها ساعت ۲۱:۴۵ (کی‌اس‌تی) از ام‌بی‌سی برای ۳۲ قسمت پخش شد.
لی دونگ ووک و لی دا هائه قبلاً در سریال دختر من (۲۰۰۵) همبازی بودند.

## خلاصه
یک داستان عاشقانه بین یک وارث که سعی می‌کند میراث پدرش، تنها هتل هفت ستاره در کشور، را نجات دهد، و یک مدیر هتل که به دشمن او تبدیل می‌شود تا از او محافظت کند.

## بازیگران

### بازیگران اصلی
- لی دونگ ووک در نقش چا جه-وان/جایدن/بک هیون-وو[۴][۸]
- لی دا هائه در نقش آن مو-نه/بوک-سون
- وانگ جی-هه در نقش سونگ چه-کیونگ[۹]
- لیم سولونگ سون‌وو هیون[۱۰]
- لی دئوک-هوا در نقش لی جونگ-گو
- کیم هه-سوک در نقش بک می-نیو
- جین ته-هیون در نقش رومن لی/لی جو-هان

### بازیگران مکمل
- گو هیون-جو در نقش چا سو-آن
- الکس چو در نقش یو جون-سونگ
- کیم سون-هیوک در نقش هونگ-جون
- گو یون در نقش پارک دو-جین
- پارک چول-مین در نقش جانگ هو-ایل
- جونگ سوک-یونگ در نقش گو سان
- جی ایل-جو در نقش جین جونگ-هیون
- کیم یه-ون در نقش یون دا-جونگ
- یو سه-هیونگ در نقش اون جون-جه
- کیم سونگ-یونگ در نقش سو مون-جونگ
- کیم کیو-سون در نقش‌ها سو-یون
- گو بون-ایم در نقش مادام کیم
- چا هاک-یون (ویکس) در نقش نوآ[۱۱][۱۲]
- لی دو-یون در نقش لی ایپ-سه
- لی سانگ-می در نقش یون جی-ون
- سو یی-آن در نقش لی دا-به
- چوی سانگ-هون در نقش آه سونگ-ون
- یو گون در نقش جان هوارد
- چو یون-وو در نقش یو جو-مین (کمیو، قسمت ۱۷)
- لی جو-یون در نقش چه-ون (کمیو، قسمت ۳۱–۳۲)[۱۳]
- کیم ها-رین در نقش بک می-یون

## تولید
اولین جلسهٔ فیلم‌نامه‌خوانی در فوریه ۲۰۱۴ انجام شد.

## ریتینگ
- در جدول زیر،  اعداد آبی کمترین رتبه را دارند و  اعداد قرمز بیشترین رتبه را نشان می‌دهند.

| قسمت    | تاریخ پخش اصلی | میانگین سهم مخاطب | میانگین سهم مخاطب | میانگین سهم مخاطب | میانگین سهم مخاطب |
| قسمت    | تاریخ پخش اصلی | TNmS Ratings      | TNmS Ratings      | AGB Nielsen       | AGB Nielsen       |
| قسمت    | تاریخ پخش اصلی | سراسر کشور        | سئول              | سراسر کشور        | سئول              |
| ------- | -------------- | ----------------- | ----------------- | ----------------- | ----------------- |
| ۰۱      | ۵ آوریل ۲۰۱۴   | ۱۱٫۸٪             | ۱۴٫۳٪             | ۱۱٫۷٪             | ۱۳٫۱٪             |
| ۰۲      | ۶ آوریل ۲۰۱۴   | ۱۱٫۲٪             | ۱۴٫۳٪             | ۱۰٫۹٪             | ۱۲٪               |
| ۰۳      | ۱۲ آوریل ۲۰۱۴  | ۱۱٫۱٪             | ۱۴٫۹٪             | ۱۰٫۹٪             | ۱۲٫۳٪             |
| ۰۴      | ۱۳ آوریل ۲۰۱۴  | ۱۱٫۶٪             | ۱۳٫۹٪             | ۱۱٫۶٪             | ۱۲٫۸٪             |
| ۰۵      | ۲۶ آوریل ۲۰۱۴  | ۷٫۴٪              | ۸٫۶٪              | ۸٫۲٪              | ۹٫۶٪              |
| ۰۶      | ۲۷ آوریل ۲۰۱۴  | ۸٫۸٪              | ۱۰٫۴٪             | ۱۰٫۳٪             | ۱۱٫۸٪             |
| ۰۷      | ۳ مه ۲۰۱۴      | ۸٫۷٪              | ۱۰٫۶٪             | ۹٫۱٪              | ۹٫۶٪              |
| ۰۸      | ۴ مه ۲۰۱۴      | ۹٫۱٪              | ۱۰٫۹٪             | ۹٫۰٪              | ۹٫۷٪              |
| ۰۹      | ۱۰ مه ۲۰۱۴     | ۸٫۶٪              | ۱۰٫۶٪             | ۸٫۶٪              | ۹٫۵٪              |
| ۱۰      | ۱۱ مه ۲۰۱۴     | ۹٫۵٪              | ۱۰٫۹٪             | ۱۰٫۵٪             | ۱۱٫۶٪             |
| ۱۱      | ۱۷ مه ۲۰۱۴     | ۸٫۴٪              | ۱۰٫۶٪             | ۹٫۶٪              | ۱۰٫۲٪             |
| ۱۲      | ۱۸ مه ۲۰۱۴     | ۹٫۰٪              | ۱۱٫۸٪             | ۹٫۳٪              | ۹٫۷٪              |
| ۱۳      | ۲۴ مه ۲۰۱۴     | ۸٫۶٪              | ۱۱٫۲٪             | ۸٫۷٪              | ۱۰٫۱٪             |
| ۱۴      | ۲۵ مه ۲۰۱۴     | ۷٫۸٪              | ۹٫۷٪              | ۸٫۳٪              | ۸٫۷٪              |
| ۱۵      | ۳۱ مه ۲۰۱۴     | ۹٫۸٪              | ۱۲٫۲٪             | ۱۰٫۰٪             | ۱۰٫۲٪             |
| ۱۶      | ۱ ژوئن ۲۰۱۴    | ۹٫۶٪              | ۱۱٫۸٪             | ۹٫۷٪              | ۱۰٫۲٪             |
| ۱۷      | ۷ ژوئن ۲۰۱۴    | ۹٫۶٪              | ۱۲٫۵٪             | ۱۰٫۴٪             | ۱۱٫۹٪             |
| ۱۸      | ۸ ژوئن ۲۰۱۴    | ۸٫۳٪              | ۱۰٫۹٪             | ۸٫۸٪              | ۹٫۴٪              |
| ۱۹      | ۱۴ ژوئن ۲۰۱۴   | ۹٫۹٪              | ۱۲٫۴٪             | ۹٫۸٪              | ۱۰٫۵٪             |
| ۲۰      | ۱۵ ژوئن ۲۰۱۴   | ۹٫۳٪              | ۱۱٫۴٪             | ۹٫۸٪              | ۱۰٫۲٪             |
| ۲۱      | ۲۱ ژوئن ۲۰۱۴   | ۹٫۹٪              | ۱۲٫۷٪             | ۱۰٫۹٪             | ۱۲٫۲٪             |
| ۲۲      | ۲۲ ژوئن ۲۰۱۴   | ۹٫۸٪              | ۱۲٫۴٪             | ۱۰٫۷٪             | ۱۲٫۳٪             |
| ۲۳      | ۲۸ ژوئن ۲۰۱۴   | ۱۰٫۶٪             | ۱۳٫۳٪             | ۹٫۸٪              | ۱۰٫۳٪             |
| ۲۴      | ۲۹ ژوئن ۲۰۱۴   | ۱۰٫۲٪             | ۱۲٫۵٪             | ۹٫۹٪              | ۱۰٫۲٪             |
| ۲۵      | ۵ ژوئیه ۲۰۱۴   | ۱۰٫۳٪             | ۱۳٫۴٪             | ۱۱٫۳٪             | ۱۱٫۶٪             |
| ۲۶      | ۶ ژوئیه ۲۰۱۴   | ۱۰٫۰٪             | ۱۲٫۴٪             | ۱۱٫۰٪             | ۱۱٫۳٪             |
| ۲۷      | ۱۲ ژوئیه ۲۰۱۴  | ۱۱٫۱٪             | ۱۴٫۴٪             | ۱۰٫۶٪             | ۱۱٫۵٪             |
| ۲۸      | ۱۳ ژوئیه ۲۰۱۴  | ۱۱٫۶٪             | ۱۴٫۳٪             | ۱۳٫۶٪             | ۱۵٫۴٪             |
| ۲۹      | ۱۹ ژوئیه ۲۰۱۴  | ۱۱٫۷٪             | ۱۴٫۸٪             | ۱۲٫۳٪             | ۱۳٫۳٪             |
| ۳۰      | ۲۰ ژوئیه ۲۰۱۴  | ۱۱٫۴٪             | ۱۳٫۸٪             | ۱۲٫۴٪             | ۱۳٫۹٪             |
| ۳۱      | ۲۶ ژوئیه ۲۰۱۴  | ۱۱٫۶٪             | ۱۴٫۶٪             | ۱۱٫۸٪             | ۱۳٫۳٪             |
| ۳۲      | ۲۷ ژوئیه ۲۰۱۴  | ۱۲٫۱٪             | ۱۴٫۶٪             | ۱۱٫۸٪             | ۱۳٫۰٪             |
| میانگین | میانگین        | ۱۰٫۰٪             | ۱۲٫۴٪             | ۱۰٫۳٪             | ۱۱٫۲٪             |

## جوایز و نامزدی‌ها
| سال  | مراسم جوایز                  | دسته                                             | گیرنده      | نتیجه    |
| ---- | ---------------------------- | ------------------------------------------------ | ----------- | -------- |
| ۲۰۱۴ | سومین جوایز ستارگان ای‌پی‌ای‌ان | جایزه برترین بازیگر مرد در سریال درام            | لی دونگ ووک | نامزدشده |
| ۲۰۱۴ | جوایز درامای ام‌بی‌سی          | جایزه برترین بازیگر مرد، در یک درامای پروژه ویژه | لی دونگ ووک | نامزدشده |
| ۲۰۱۴ | جوایز درامای ام‌بی‌سی          | جایزه برتر بازیگر زن در یک درامای پروژه ویژه     | لی دا هائه  | نامزدشده |
| ۲۰۱۴ | جوایز درامای ام‌بی‌سی          | جایزه طلایی بازیگری، بازیگر مرد                  | لی دوک-هوا  | نامزدشده |

## پخش بین‌المللی
این مجموعه در چین بسیار محبوب شد و در زمان پخش، دومین درام کره‌ای با ریتینگ تلویزیونی بالا را در بایدو ثبت کرد. همچنین این مجموعه، جایگاه شماره یک درام‌های کره‌ای در آی‌چی‌یی، یک سایت ویدئوی چینی، بود و بیش از ۲۰۰ میلیون بازدید به دست آورد و در زمان پخش در چین، پنجمین درامای محبوب در چین بوده‌است.
این مجموعه در ژاپن، از ۵ مه تا ۱۵ سپتامبر ۲۰۱۴، از کانال کابلی کی‌ان‌تی‌وی پخش شد.
این مجموعه در تایلند، از ۲۳ ژوئیه از ورک‌پوینت تی‌وی پخش شد.
این مجموعه در ویتنام، از ۲ آوریل ۲۰۱۵ از وی‌تی‌وی و کانال کابلی اچ‌تی‌وی۲ با عنوان بومی «Vua khách sạn» پخش شد.
این مجموعه در تایوان، از ۶ مه ۲۰۱۵ از جی‌تی‌وی پخش شد.
این مجموعه از اوه! کی، یک شبکهٔ تلویزیونی کابلی پولی و ماهواره‌ای که در حال حاضر در سنگاپور اندونزی، مالزی و برونئی در دسترس است، پخش شد.
این مجموعه از ان‌تی‌دی‌تی‌وی کی‌اکس‌ال‌ای ۴۴٫۷، از ۲۵ مارس ۲۰۱۶ ساعت ۲۳:۰۰ (وقت محلی) پخش شد.